# 248 aC
El 248 aC va ser un any del calendari romà prejulià. Durant la República i l'Imperi Romà, era conegut com a any del consolat de Cota i Gemin (o també any 506 ab urbe condita). L'ús del nom «248 aC» per referir-se a aquest any es remunta a l'alta edat mitjana, quan el sistema Anno Domini va ser el mètode de numeració dels anys més comú a Europa.

## Esdeveniments

### Grècia
- Ptolemeu accedeix al tron de l'Epir a la mort del seu germà Pirros II (data aproximada).[2]
- Corfú s'independitza de Macedònia i de l'Epir.[3]

### Antiga Roma
- Aquest any són elegits cònsols Gai Aureli Cota i Publi Servili Gemin.[4]
- Els dos cònsols fan campanya a Sicília contra els cartaginesos comandats per l'almirall Cartal durant la Primera Guerra Púnica. Assetgen Lilibèon i Drèpana, mentre els cartaginesos dirigits per Cartal, fan maniobres de diversió atacant la costa d'Itàlia.[5]